# Le Youth
Le Youth, de son vrai nom Wes James, né en 1985 à Toledo, Ohio, est un DJ, musicien et producteur américain. Il est connu pour son style musical qui combine le RnB et la house.

## Carrière
Wes James grandit dans l'Ohio. Au lycée, il est batteur dans un groupe. Il déménage à Seattle après sa scolarité où il travaille dans un magasin de musique et y découvre la musique électronique. Il retourne vivre dans l'Ohio et partage son temps entre des tournées avec des amis et la création de sa propre musique. En 2012, il s'installe à Los Angeles et sort son premier single sous le pseudo Le Youth, Dance With Me. 
Le DJ gagne en popularité grâce au single Cool en 2013. À partir de 2019, il se détache de la house pure pour adopter un style plus mélodique et abandonne les remix de titres des années 1990. En 2020, il sort son label musical PRGRSSN Records dans le but, entre autres, de pouvoir sortir plus de titres qu'il crée. En 2022, il sort son premier album, Reminders. 

## Discographie

### EPs
- 2019 : Aquiver

### Singles
- 2017 : Clap Your Hands
- 2017 : Walk Away
- 2016 : If You're Leaving
- 2016 : Boomerang
- 2015 : Touch
- 2015 : Real
- 2014 : Feel Your Love
- 2014 : Dance With Me
- 2013 : Cool
- 2012 : Dance With Me